# フランツ・ヨーゼフ・フーバー

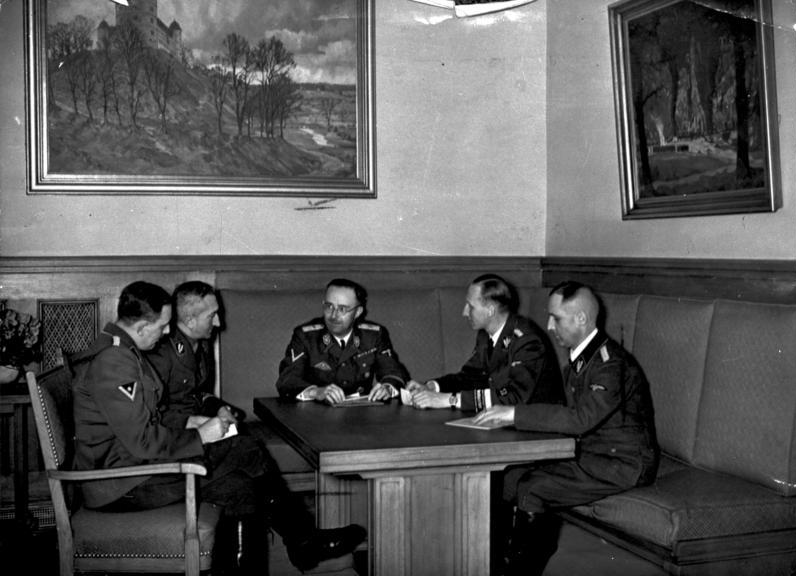
左からフランツ・ヨーゼフ・フーバー 、刑事警察長官アルトゥール・ネーベ、親衛隊全国指導者ハインリヒ・ヒムラー、保安警察長官ラインハルト・ハイドリヒ、ゲシュタポ長官ハインリヒ・ミュラー。1939年11月、ミュンヘン

フランツ・ヨーゼフ・フーバー （Franz Josef Huber、1902年1月22日 - 1975年1月30日）は、ナチス・ドイツの親衛隊（SS）の将軍。最終階級は親衛隊少将及び警察少将（SS-Brigadeführer und Generalmajor der Polizei）。

## 略歴
ミュンヘンの厳格なカトリックの家庭に生まれた。1922年からミュンヘン警察で警察官をしており、国家社会主義ドイツ労働者党（ナチ党）の監視をしていた時期もある。ナチス党の政権掌握後の1934年、ラインハルト・ハイドリヒに招かれてヨーゼフ・マイジンガーやハインリヒ・ミュラーとともにベルリンのゲシュタポ本部へ異動することとなった。1937年にナチス党に入党している。1938年3月にはヴェルナー・フォン・フリッチュ将軍の同性愛疑惑の捜査を任された（ただし証拠は見つからずフリッチュは軍法会議で無罪判決を受けている）。また1939年11月にミュンヘン一揆のあったビアホール「ビュルガーブロイケラー」で起こったヒトラー暗殺未遂事件の際にもアルトゥール・ネーベとともに捜査を任されている。
1938年のアンシュルス（オーストリア併合）後には、ウィーンのゲシュタポ長官、保安警察及びSD監察官（Inspekteur der Sicherheitspolizei und des SD）に就任する。フーバー はこの地位に基づき、アドルフ・アイヒマンのウィーン・ユダヤ人移送中央事務所（Zentralstelle für jüdische Auswanderung in Wien）の監督も行っており、強制収容所や絶滅収容所へのユダヤ人の大量移送にも責任を負う。1940年にバルドゥール・フォン・シーラッハがウィーン帝国大管区指導者となるとその政治顧問となり、またシーラッハの軍事地域XVII（Wehrkreis XVII）司令官の地位を代行するようになり、スロヴァキア、ハンガリー、イタリア、ユーゴスラヴィア、スイスとの国境の警備に責任を持った。1943年から「ドナウ」親衛隊及び警察高級指導者ルドルフ・クヴェルナー親衛隊大将の代理も務めるようになった。1944年には国家保安本部長官エルンスト・カルテンブルンナーの顧問ともなった。
ドイツの敗戦後に逮捕され、1949年に懲役1年と500万マルクの罰金を科された。しかしこの判決は取り消され、代わって5年の労働刑を受けた。1955年からミュンヘンの会社で簿記係として働く。1975年に死去。